# 冯夏庭
冯夏庭（1964年9月—），男，安徽潜山人，中国岩石力学专家，东北大学教授、校长、党委副书记，中国岩石力学与工程学会理事长，国际岩石力学学会前主席，中国工程院院士。

## 生平
1986年毕业于东北工学院采矿工程专业，获得学士学位。1992年获东北工学院博士学位。后留校任教，并于1993年和1996年先后升任副教授和教授。2017年8月至2021年2月，任东北大学党委常委、副校长。2021年2月，升任东北大学校长、党委副书记。